# Элдун (епископ Дарема)
Элдун (англ. Aldhun, Ealdhun; умер в 1018) — англосаксонский прелат, епископ Линдисфарна с 990 года. Спасаясь от нападений викингов, в 995 году перенёс местопребывание епископского престола в Дарем, став первым епископом Дарема. Хронист Симеон Даремский приводит легенду, по которой место для нового пребывания епископа было выбрано из-за того, что телегу, на которой перевозили нетленное тело святого Кутберта, не могли сдвинуть с места, после монахи провели 3 дня в посте, молитвах и бдении, пока «некий религиозный человек» по имени Эдмер сообщил всем, что святой желает отправиться в Дарем. Там Элдун построил сначала временную деревянную церковь, а затем начал строительство каменной церкви, в которую 4 сентября 998 года было перенесено тело святого Кутберта.

## Биография
Факты биографии Элдуна известны главным образом из двух трудов, повествующих об истории Даремской церкви: «Libellus de exordio atque procursu istius hoc est Dunelmensis ecclesie», созданном между 1104 и 1107 годами Симеоном Даремским, и «De obsessione Dunelmi et de probabite Ucthredi comitis, et de comitibus qui ei successerunt», созданном, вероятно, тоже в Дареме в конце XI — начале XII веков. Согласно Симеону, Элдун в 990 году стал епископ Линдисфарна, престол которого располагался в Честер-ле-Стрит. При этом хронист сообщал, что епископ был человеком благородного происхождения и монахом. Впрочем, историк Дэвид Ролларсон указывал, что последнее утверждение может быть неточным, поскольку Симеон Даремский пытался представить всех епископов, управлявших престолом Святого Кутберта, монахами, чтобы обосновать тот факт, что в его эпоху церковь управлялась монашеским орденом.
Далее хронист повествовал, что в 995 году, столкнувшись с угрозой нового нападения викингов, Элдун перевёл религиозную общину из Честер-ле-Стрит во временное убежище в Рипон. При этом он взял с собой и нетленное тело святого Кутберта. Когда опасность миновала, епископ и его паства отправились обратно, однако недалеко от Дарема в месте под названием «Врделау» (англ. Wrdelau), точное местоположение которого не установлено, телегу, на котором везли тело святого Кутберта, не смогли сдвинуть с места. По словам Симеона, «это происшествие ясно показало всем, что святой не желал, чтобы его возвращали на прежнее место упокоения». Для того, чтобы определить, где именно Кутберт желал упокоиться, монахи провели 3 дня в посте, молитвах и бдении, после чего «некий религиозный человек» по имени Эдмер сообщил всем, что святой желает отправиться в Дарем. В итоге епископ перевёз тело святого на полуостров, образованный петлёй реки Уир, где и основал новое епископство и церковную общину.

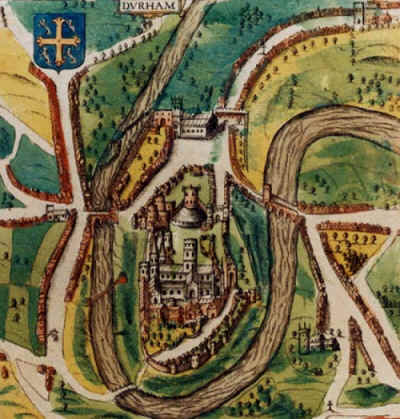
Даремский собор на карте 1610 года

Как отмечал Дэвид Ролларсон, рассказ Симеона Даремского является историей о чуде, которую не стоит воспринимать буквально. Однако он не сомневается в том, что именно в тот период местоположение престола было перенесено из Честер-ле-Стрит в Дарем. Есть известия, что будущий граф Нортумбрии Утред Бамбургский помогал расчистить полуостров от растительности. В «De obsessione Dunelmi» сообщается, что тот женился на Эгфриде, дочери епископа. Правда, позже Утред развёлся с ней, но, тем не менее, сохранил земли Даремской церкви, которые Элдун передал ему в качестве приданого дочери.
Фактов о епископате Элдуна в Дареме известно мало. Единственный раз в документах он упоминается в качестве свидетеля хартии Этельреда, датированной 1009 годом. Однако в даремских исторических источниках сообщается, что епископ передал церковные земли не только Утреду, но и нортумбрийским эрлам Этельреду и Нортману. Когда Элдун прибыл в Дарем, он построил небольшую церковь из прутьев, а затем начал строительство каменной церкви, куда 4 сентября 998 года было перенесено тело святого Кутберта. Епископ дожил до окончания строительства основной части церкви, за исключением западной башни. Позже её перепутали с Белой церковью, в которой, по словам Симеона Даремского, в 995—998 годах хранилось тело святого. Возможно, это была другая ранее существовавшая церковь, располагавшаяся на полуострове Дарем или рядом с ним.
Элдун умер в 1018 году, вероятно, «убитый горем» из-за поражения нортумбрийцев от шотландцев в сражении при Кархаме.